# Stelospongia cavernosa
Stelospongia cavernosa är en svampdjursart. Stelospongia cavernosa ingår i släktet Stelospongia och familjen Thorectidae. Inga underarter finns listade i Catalogue of Life.